# Pierre Grimal
Pierre Grimal (París, 21 de noviembre de 1912 - París, 11 de octubre de 1996) fue un historiador y latinista francés apasionado por la civilización romana, que promovió la herencia cultural de la Antigua Roma, tanto a los especialistas como al gran público.

## Biografía
Admitido en la Escuela Normal Superior en 1933, quedó el tercero en la oposición a la Cátedra de Filología Clásica en 1935. Fue miembro de la Escuela Francesa de Roma (1935-1937). Después ejerció de docente de latín en el Liceo de Rennes. Fue profesor de la asignatura de civilización romana en las facultades de Caen, Burdeos y en la Universidad de La Sorbona, donde fue profesor emérito durante treinta años.
Publicó estudios sobre la civilización romana. Tradujo a autores clásicos latinos como Cicerón, Séneca, Tácito, Plauto o Terencio. Después de su jubilación, publicó también biografías y ficciones históricas noveladas, como Mémoires d’Agrippine (Memorias de Agripina), Le procès Néron (El proceso Nerón), destinadas al gran público. 
Fue miembro de las Academias de Historia de varios países, también fue miembro de la Sociedad Francesa de Arqueología Clásica y de la Sociedad Francesa de Egiptología.

## Obra
- Los placeres de la literatura latina. Madrid: Ediciones Siruela. 2021. ISBN 978-84-18708-53-4.
- Virgilio o el segundo nacimiento de Roma. Madrid: Editorial Gredos. 2011. ISBN 978-84-249-2150-7.
- El siglo de Augusto. Barcelona: Editorial Crítica. 2011. ISBN 978-84-9892-191-5.
- Diccionario de mitología griega y romana. Edición en rústica. Barcelona: Ediciones Paidós Ibérica. 2010. ISBN 978-84-493-2457-4.
- Diccionario de mitología griega y romana. Edición en tela. Barcelona: Ediciones Paidós Ibérica. 2010. ISBN 978-84-493-2462-8.
- Diccionario de mitología griega y romana. Colección Bolsillo Paidós. Barcelona: Ediciones Paidós Ibérica. 2009. ISBN 978-84-493-2211-2.
- Mitologías: Del Mediterráneo al Ganges. Madrid: Editorial Gredos. 2008. ISBN 978-84-249-2885-8.
- La civilización romana. Vidas, costumbres, leyes, artes. Barcelona: Ediciones Paidós Ibérica. 2007. ISBN 978-84-493-1989-1.
- Historia de Roma. Barcelona: Ediciones Paidós Ibérica. 2005. ISBN 978-84-493-1678-4.
- El imperio romano. Barcelona: Editorial Crítica. 2000. ISBN 978-84-8432-069-2.
- El amor en la Roma antigua. Colección Paidós Orígenes. Barcelona: Ediciones Paidós Ibérica. 2000. ISBN 978-84-493-0805-5.
- El alma romana. Madrid: Espasa Calpe. 1999. ISBN 978-84-239-9744-2.
- La civilización romana: vida, costumbres, leyes, artes. Barcelona: Ediciones Paidós Ibérica. 1999. ISBN 978-84-493-0687-7.
- La mitología griega y romana. [2ª edición]. Barcelona: Ediciones Paidós Ibérica. 1998. ISBN 978-84-7509-530-1.
- Iglesias de Roma. Barcelona: Moleiro Editores. 1997. ISBN 978-84-88526-27-4.
- Memorias de Agripina. Barcelona: Edhasa. 1993. ISBN 9788435060035.
- La vida en la Roma antigua. Barcelona: Ediciones Paidós Ibérica. 1993. ISBN 978-84-7509-857-9.
- Las ciudades romanas. Barcelona: Oikos-Tau. 1991. ISBN 978-84-281-0731-0.
- El helenismo y el auge de Roma. Tomo 2 de la colección Mundo mediterráneo en la edad antigua, [12ª edición] Madrid: Siglo XXI de España Editores. 1990. ISBN 978-84-323-0066-0.
- La formación del imperio romano. Tomo 3 de la colección Mundo mediterráneo en la edad antigua, [12ª edición] Madrid: Siglo XXI de España Editores. 1990. ISBN 978-84-323-0168-1.
- Los extravíos de la libertad. Barcelona: Editorial Gedisa. 1990. ISBN 978-84-7432-397-9.
- La mitología griega. Barcelona: Editorial Paidós. 1989. ISBN 978-84-7509-530-1.